# Place Henri-Fiszbin
La place Henri-Fiszbin est une voie du 19e arrondissement de Paris, en France.

## Situation et accès
La place Henri-Fiszbin est une voie publique située dans le 19e arrondissement de Paris. Elle débute au 19, rue Jules-Romains et se termine au 18, rue Rébeval.

## Origine du nom

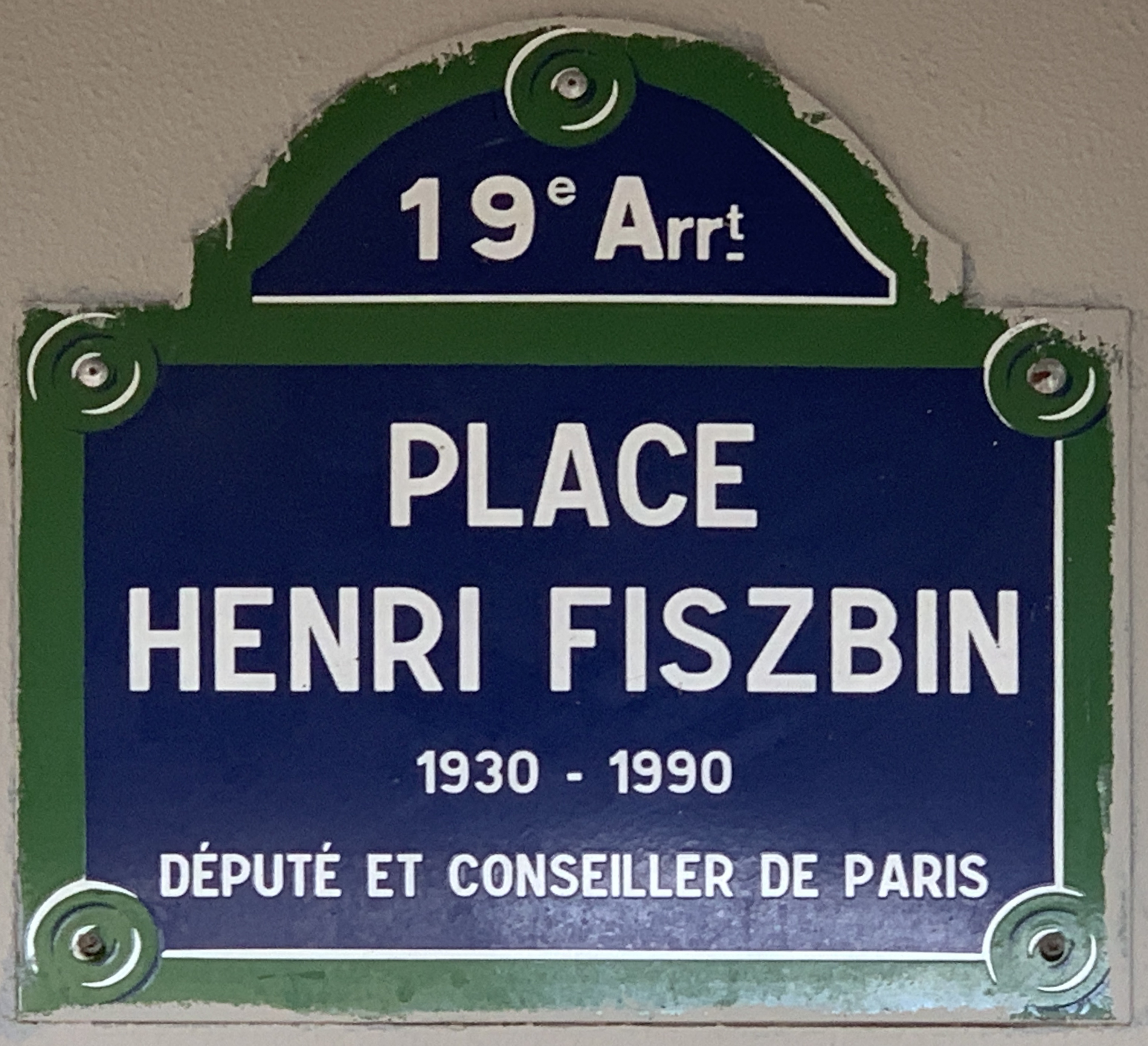
Plaque de la place.

Elle porte le nom du syndicaliste, puis homme politique Henri Fiszbin (1930-1990), qui fut membre du comité central du Parti communiste, ancien député communiste puis apparenté socialiste.  En 2003, le conseil municipal du 19e arrondissement attribua son nom à cette petite place en amphithéâtre de Belleville, quartier où il travailla travailla en tant qu’ouvrier (chez Joly et Develay, boulevard de la Villette), où il milita (membre du comité puis du bureau de la section communiste Fabien du 19e arrondissement) et où il résida dans les années 1950. Le Parti communiste, par la voix de Jean Vuillermoz, s’associa à la décision. L’épouse d’Henri Fiszbin, Denise Reybard, employée, qui avait été elle aussi militante communiste, et leur fils Michel étaient présents lors de l’inauguration de cette place, en avril 2005.

## Historique
La voie est créée dans le cadre de l'aménagement du secteur Rébeval sous le nom provisoire de « voie BQ/19 » et prend sa dénomination actuelle par un arrêté municipal du 10 mars 2003. 